# 八雲神社 (江戸川区江戸川)
八雲神社（やくもじんじゃ）は東京都江戸川区の神社。

## 歴史
創建年代は不明である。上今井香取神社とともに上今井村の村民から信仰を集めた。また江戸川を航行する船舶関係者からも信仰を集め、社前を航行する際は、帆を下げて頭を下げたという。
当社には「笹団子行事」がある。7月の満月の夜に笹に団子を付けた神符が配られる行事で、無病息災を祈願したという。

## 文化財
- 笹だんご行事 - 江戸川区登録無形民俗文化財・風俗慣習[3]

## 交通アクセス
- 瑞江駅より徒歩17分（経路案内）。